# 九広軽鉄Goninan電車
Goninan 電車（Goninan でんしゃ）は、香港の九広鉄路（KCR）が保有する直流電車。2007年12月2日から、香港鉄路（港鉄 MTR）に貸し出す形をとっている。オーストラリア Goninan 社（United Goninan を経て現在のUGL Rail）製。

## 概要
香港の新界西郊区に大規模な集合住宅が落成し、急速な人口増加によって乗客が増加した為、KCRは1997年に20両のGoninan電車を増備し、軽軌（ライトレール）路線に投入した。車輛番号は1091から1110。九広軽鉄では初めてIGBT素子VVVFインバータ制御と三相誘導電動機を採用した車輛である。
この車輛は当初より先頭部にLED式の行先表示機と後部に系統番号表示機を採用し、現行塗装で導入されている。この他2005年にアコモデーション改造が行われ、座席を25個に減じ、定員を259人に増やている。座席を撤去した箇所には「半座位」（ポーチシート）を設置し、17人を収容する。